# Jork
Jork er en kommune ved Elben i Niedersachsen i Landkreis Stade ved den sydvestlige grænse til Hamborg og centrum for Altes Land, som er kendt for sine mange frugtplantager. Området er med sine 14 300 hektar et af de største sammenhængende frugtområder i Centraleuropa.
Jork deler sig i de syv distrikter: Jork, Borstel (med Lühe), Ladekop, Estebrügge, Königreich (med Leeswig), Hove (Klein und Groß Hove) og Moorende. Til Jork hører de tre kirkesogne: Jork (St. Matthias), Borstel (St. Nikolai) og Estebrügge (St. Martini).

## Historie
Stedets gamle betegnelse var omkring 1221 Maiorc, 1232 Mayorc, 1247 Jorike, 1257 Mayorke, 1313 Jorke, 1315 Jorke, 1315 Jork, 1316 Jorke, 1317 Jorke, 1320 Maiorke, 1324 Maiorke, omkring 1330 Maiorke, omkring 1330 Jorke, 1334 Jorke, 1335 Majorke, 1336 Maiorke, 1349 Maiorka, 1349 Maiorka og i 1358 Mayorka.
Det er genkendeligt at Majork(e) hørtes som Jork(e), som blev til Jork. Sætningerne „to dem jorke“ "bei dem Schlamm" (ved mudderet),  Schlick“ betyder på plattysk  "gor(k)", altså „Schlamm, Schlick“, som også på hollandsk betyder "gor". Efterhånden blev "jorke, gorke" betegnelsen for bebyggelsen. 
Jork blev første gang skriftligt nævnt som Maiorc i 1221, og udviklede sig i den følgende tid til forvaltningscentrum for Altes Land. 1885 blev Jork forvaltningsby for den preussiske Kreis Jork, som foruden  Altes Land også omfattede byen Buxtehude og kommunen Neuland. 1932 blev landkredsen  nedlagt, og Jork mistede sin funktion som forvaltningscentrum og blev en del af Landkreis Stade. Siden 1972 findes  Amtsgericht Jork ikke længere.
Den nuværende forbundskommune Jork opstod den 1. Juli 1972 ved at de syv tidligere selvstændige kommuner Borstel, Estebrügge, Hove, Jork, Königreich, Ladekop og Moorende blev til en forbundskommune.

## Erhverv og infrastruktur
I 2008 var ca. 2.000 af kommunens 12.000 indbyggere beskæftiget med frugtavl. En stor del af frugtgårdene har foruden frugtavlen også pensioner og restauranter som biindtægter.  
Frugtforsøgsstationen "Die Obstbauversuchsanstalt in Moorende" beskæftiger sig med frugtavlens biologiske og markedsøkonomiske spørgsmål. Den er underlagt landbrugsforeningen "Landwirtschaftskammer Niedersachsen". Allerede i 1929 stiftede frugtbønderne i Altes Land foreningen "Obstbauversuchsring von Altländer Obstbauern" for at rådgive dem om at udvikle frugtplantagerne i området. 1935 begyndte de videnskabelige forsøg med bekæmpelsesmulighederne mod plantesygdomme. Stationen har udviklet flere æblesorter som f.eks. Gloster (1951) og Jamba (1955).

## Politik

### Kommunerådet
Gemeinde Jork består af 29 medlemmer (28 rådsmedlemmer + 1 borgmester. 
| Parti                   | Sæder |
| ----------------------- | ----- |
| Bürgerverein Jork (BVJ) | 8     |
| CDU                     | 9     |
| SPD                     | 5     |
| Bündnis 90/Die Grünen   | 3     |
| FDP                     | 3     |

Ved kommunalvalget i september 2016 blev der foruden kommunerådet også borgmesteren nyvalgt. Den fra Bürgerverein Jork nominerede kandidat, Gerd Hubert, blev valgt til borgmester.

## Kultur og seværdigheder
- Museum Altes Land i Jork
- Naturschutzgebiet Borsteler Binnenelbe og Großes Brack ved Borstel. Det cirka 68 hektar store område deler sig i Borsteler Binnenelbe med havnen Borsteler Hafen og søen Große Brack, en med bifloden Binnenelbe forbundet sø. I området er der bevaret flere vigtige sivområder med blandt andet almindelig Tagrør. For fugleverden byder området på gode beskyttelses-, foder- og ynglemuligheder.

I hele området Altes Land befinder der sig mange velholdte bindingsværksgårde. Langs med den kendte vej Obstmarschenwegde ligger de historiske frugtavlergårde. Et andet turistmål er den på et dige beliggende vindmølle Borsteler Mühle fra 1856 ved landsbyen Borstel. Rådhuset i Jorks historie kan føres helt tilbage til det 12. århundrede. Særlig bryllupsværelset på første sal er bevaret i den gamle stil. I nærheden af diget Elbdeich står der flere fyrtårne, blandt andet i Twielenfleth, Lühe og Mielstack.
- Kort over Jork ved Elben
- Luftfoto af Jork
- Museum Altes Land i Jork
- Rådhuset i Jork
- Bindingsværkshus i Jork
- St. Matthias-Kirche i Jork
- St. Nicolai-Kirche i Borstel
- Borsteler Mühle
- Naturschutzgebiet Borsteler Binnenelbe